# The Knickerbockers
The Knickerbockers sono stati un gruppo musicale statunitense di genere beat e garage rock, conosciuto soprattutto per il singolo di successo Lies, pubblicato nel 1965, considerata una summa del garage rock della seconda metà degli anni sessanta. La traccia è stata inserita inserita nella nota compilation Nuggets: Original Artyfacts from the First Psychedelic Era, 1965-1968.
Attivo fra il 1962 ed il 1970 nella formazione pressoché originale (per proseguire l'attività con numerose sostituzioni dei componenti), ha inciso per la Challenge Records e per altre etichette minori. Le sue sonorità ed il suo repertorio sono stati influenzati notevolmente da quelli dei Beatles prima maniera.

## Storia

### Carriera
Il gruppo fu fondato nel 1962 a Bergenfield, cittadina del New Jersey (secondo altre fonti nel 1964 nello stato di New York) dai fratelli Beau Charles (voce e chitarra elettrica) e John Charles Cecchino (voce e basso elettrico), integrati quasi subito da Buddy Randell (alias per William Crandall, voce e sassofono). Buddy aveva suonato precedentemente con i Rockin' Saints and the Royal Teens, gruppo che nel 1958 aveva prodotto l'hit Short Shorts.
Il complesso derivò il nome dalla Knickerbocker Road, l'arteria che correva attraverso la città natale dei componenti.
L'iniziale line-up del gruppo comprendeva Buddy Randell, i fratelli Beau e John Charles ed il batterista Jimmy Walker (già attivo nella località di Massena, New York, dove operava la Atco Records, con i The Castle Kings). Il gruppo fu lanciato dal produttore e cantautore Jerry Fuller che li notò mentre suonavano alla University Twist Palace di Albany (New York); successivamente, il quartetto su scritturato a Los Angeles dalla Challenge Records.
Al debutto seguirono per i Knickerbockers tre anni di incisioni discografiche consecutive. Molta della produzione del gruppo è fortemente influenzata da formazioni musicali omologhe in auge al tempo come The Four Seasons, le cui influenza sono percepibili in Jerk Town.
Il loro album di debutto Lloyd Thaxton Presents The Knickerbockers, uscito nel 1965 e ricordato per la presenza della bizzarra Trick Track, presenta una caratteristica insolita: invece di presentare un solco unico e continuo, ha una serie di solchi concentrici, affinché il primo brano dell'album può essere uno qualsiasi dei pezzi contenuti sulla facciata.
Dopo aver pubblicato, a partire dal 1964, una serie di singoli senza successo, i Knickerbockers pubblicarono Lies, giunto alla posizione numero 20 delle classifiche statunitensi. È stato fatto notare che la canzone ha avuto maggiore notorietà in seguito, piuttosto che all'epoca della prima pubblicazione, coniata - come sembra essere stata - su brani similari dei Beatles (non a caso la voce solista e il controcanto sembrano essere realizzati a modello sulle voci di John Lennon e Paul McCartney, così come l'assolo di chitarra elettrica è in pretto stile-Beatles. All Music Guide annota come ci si trovi di fatto davanti alla più accurata imitazione dei Beatles che sia mai stata fatta ("justly regarded as the most accurate early-Beatles imitation.").
Il successivo successo per il gruppo, dopo Lies, venne da One Track Mind. L'etichetta per cui i Knickerbockers incidevano - la Challenge Records - non poté distribuire in via diretta il singolo, che scalò la 45.ma posizione in classifica. I Knickerbockers continuarono la loro attività di incisione e concertistica apparendo anche nel film Out of Sight (1966) e nel programma televisivo di Dick Clark Where the Action Is, andato in onda fra il 1965 ed il 1967 sul canale ABC-TV.
Il gruppo vide uscire di scena il batterista Walker, che, verso la fine del 1967, andò a rimpiazzare Bill Medley nei The Righteous Brothers.
La band si sciolse nel 1971. Walker avrebbe poi inciso tre soli singoli per la Columbia Records tra il 1968 ed il 1969, prima di ritirarsi nello Wyoming per gran parte degli anni settanta. Buddy Randell fu il successivo a lasciare mentre i fratelli Charles restarono nella band affiancati dai nuovi membri Richie Walker al canto, Ron Mercier alla batteria e Barry McCoy alle tastiere. Conseguentemente il raggio d'azione del gruppo si volse verso l'area di San Francisco. Randell tornò a far parte dei Knickerbockers come batterista al posto di McCoy nel 1968 lasciando però nuovamente due anni dopo. Poi, Buddy incise singoli per la Uni records (Randi, Randi/Be My Baby 1970) sotto pseudonimi come Steel Wool (No Sugar Tonight, White Whale, 1969) e Blowtorch (I Want Sugar all the Time, Paramount Records, 1971). Beau Charles was fu attivo anche esternamente al gruppo nel 1969 (Sharon Stay in Birmingham per la White Whale Records, incisa sotto l'alias Columbus Jones). Entrambe le incisioni per White Whale e Uni Records furono prodotto o coprodotte da George Tobin, poi manager negli anni ottanta di Tiffany.

### Reunion
Gli Knickerbockers si sono sciolti e riunificati più volte. I fratelli Beau e John Charles, con il cantante Ritchie Costanza ed il batterista Eric Swanson, furono scritturati dalla Motown records nel 1971, che cambiò il loro nome in Lodi. Con questa formazione e con questo nome il gruppo registrò un album discografico nel 1972 ed un singolo (Happiness/I Hope I See it In My Lifetime).
Successivamente, i due Charles e Randell passarono alla Playboy Records (1973–1974), partecipando ad una puntata di The Midnight Special. Beau Charles è rimasto l'artista che ha goduto di maggiore popolarità negli anni successivi, comparendo anche in un episodio di Harry-O e contribuendo a diverse colonne sonore di lavori televisivi.
Dagli anni settanta i Knickerbockers si sono riformati altre due volte. Una prima nel 1983 ponendo base a Los Angeles, con tutti i componenti eccetto Buddy Randell (al tempo impegnato con i Jerusalem Rivers). Questa formazione ha registrato demo prodotti da Jerry Fuller, peraltro senza seguito. Il gruppo è stato riformato una volta ancora, per un mese di concerti nella zona di Delray Beach, in Florida, nel 1990, per poi sciogliersi nuovamente.
Beau e John Charles si sono poi occupati della realizzazione di un compact disc commemorativo, The Knickerbockers' CD distribuito su etichetta Sundazed Records. Buddy Randell è morto nel 1998.
I due maggiori successi del gruppo - pubblicati su singolo - sono stati inclusi nel box set Nuggets: Original Artyfacts from the First Psychedelic Era, 1965-1968, mentre altre rarità hanno avuto successiva distribuzione. Sempre per la Sundazed Records è stata pubblicata anche una compilation intitolata The Fabulous Knickerbockers.

## Formazione
Questi, nel tempo, sono stati i componenti del gruppo:
- Buddy Randell (voce/sassofono/batteria) (1964-1967; 1968-1970; 1990)
- Beau Charles (chitarra elettrica/voce) (1962-1972; 1983; 1990)
- John Charles (basso elettrico/voce) (1962-1972; 1983; 1990)
- Jimmy Walker (batteria/voce) (1964-1967; 1983; 1990)
- Ned Brown (tastiere) (1962)
- Skip Cherubino (batteria) (1962-1963)
- Peter Glitz (batteria) (1963)
- Pete LoCasio (sassofono) (1963)
- Richie Walker (Costanzo) (voce) (1967-1972)
- Ron Mercier (batteria) (1967-1968)
- Barry McCoy (tastiere) (1967-1968)
- Eric Swanson (batteria) (1970-1972)

## Discografia
(nell'ordine: titolo, etichetta discografica, anno di pubblicazione, eventuale posizione in classifica)

### Album
- Lloyd Thaxton Presents.... (Challenge 1264) 1965
- Jerk & Twine (Challenge 621) 1966
- Lies (Challenge 622) 1966 U.S. numero 134
- Lodi (MoWest MW 101L) 1972
- The Great Lost Knickerbockers Album! (Sundazed) 1989
- Rockin' with the Knickerbockers! (Sundazed 5154) 2006

### Singoli
- "All I Need is You" / "Bite Bite Barracuda" (Challenge 59268) 1964
- "Jerktown" / "Room for One More" (Challenge 59293) 1965
- "Lies / "The Coming Generation" (Challenge 59321) 1965 U.S. numero 20
- "One Track Mind" / "I Must Be Doing Something Right" (Challenge 59326) 1966 U.S. numero 46
- "High on Love" / "Stick With Me" (Challenge 59332) 1966 U.S. numero 94
- "Chapel in the Fields" / "Just One Girl" (Challenge 59335) 1966
- "Love is a Bird" / "Rumors, Gossip, Words Untrue" (Challenge 59341) 1966
- "Please Don't Love Him" / "Can You Help Me" (Challenge 59348) 1966
- "What Does That Make You?" / "Sweet Green Fields" (Challenge 59359) 1967
- "Come and Get It" / "Wishful Thinking" (Challenge 59366) 1967
- "I Can Do It Better" / "You'll Never Walk Alone" (Challenge 59380) 1967
- "A Matter of Fact" / "They Ran For Their Lives" (Challenge 59384) 1968
- "Happiness" / "Hope I See it In My Lifetime" (as LODI) (MoWest 5003) 1971
- "All I Need is You" / "Jerktown" (reissue) (Sundazed #unknown) 1989
- "Gotta Stop This Dreaming" / "I Want a Girl for Christmas" (Sundazed SEP 186) 2006

### Extended Play
- "Lies" / "The Coming Generation" / "One Track Mind" / "I Must Be Doing Something Right" (London 10178) 1966